# Cristiano Salerno
Pour les articles homonymes, voir Salerno (homonymie).
Cristiano Salerno (né le 18 février 1985 à Imperia, dans la province d'Imperia en Ligurie) est un coureur cycliste italien. Professionnel de 2006 à 2015, il a, entre autres, porté le maillot de l'équipe LPR Brakes ainsi que celui de Cannondale de 2011 à 2014 et de l'équipe Bora-Argon 18 en 2015.

## Biographie
Cristiano Salerno commence sa carrière professionnelle en 2006 au sein de l'équipe Tenax. En 2008, il rejoint l'équipe KPR Brakes. En fin d'année 2009, l'équipe LPR disparaît. Avec dix de ses coéquipiers, ainsi que le directeur sportif Giovanni Fidanza, il rejoint la nouvelle équipe De Rosa-Stac Plastic. Durant cette saison, Salerno remporte le classement général et deux étapes du Tour du Japon. En 2011, il est recruté par l'équipe Liquigas-Cannondale. Il dispute cette année-là le Tour d'Italie, son premier grand tour. En 2012, il participe au Tour d'Italie et au Tour d'Espagne. En 2013, l'équipe Liquigas-Cannondale est renommée Cannondale. Salerno remporte le classement de la montagne du Tour de Catalogne. À l'issue de la saison 2014, Cannondale disparaît. Cristiano Salerno est recruté par l'équipe allemande Bora-Argon 18.

## Palmarès
- 2003
  - 3e du Giro della Lunigiana
- 2005
  - 3e du Tour de la Vallée d'Aoste
  - 3e de la Coppa Ciuffenna
- 2010
  - Tour du Japon :
    - Classement général
    - 2e et 5e étapes
- 2015
  - 1re étape du Tour du Trentin (contre-la-montre par équipes)

## Résultats sur les grands tours

### Tour d'Italie
3 participations
- 2011 : 57e
- 2012 : 105e
- 2013 : 86e

### Tour d'Espagne
1 participation
- 2012 : 49e

## Classements mondiaux
| Année           | 2005 | 2006 | 2007 | 2008 | 2009 | 2010 |
| --------------- | ---- | ---- | ---- | ---- | ---- | ---- |
| UCI Asia Tour   |      |      |      |      |      | 36e  |
| UCI Europe Tour | 401e | 829e | 967e |      | 551e | 302e |